# مؤسسه ساس
مؤسسه ساس (انگلیسی: SAS Institute) شرکت نرم‌افزار آمریکایی است،که در سال ۱۹۷۶ تأسیس شد.